# جزيرة أبلح
جزيرة أَبْلَح جزيرة مرجانية صغيرة، تقع جنوب غرب مدينة القنفذة بالمملكة العربية السعودية، تبلغ مساحتها نحو5 كم2، لها سطح مستوي وتمتد من الغرب إلى الشرق، تبعد عن الساحل نحو 23 ميلًا بحريًا. 